# Villa Taddei
Villa Taddei è una villa situata in via delle Fontanelle 23/a nel comune di Fiesole.

## Storia
Il progetto della casa fu commissionato a Leonardo Savioli nel 1963 dall'avvocato Taddei, il quale aveva da poco acquistato un lotto edificabile in località San Domenico. L'intento del committente era quello di avere una casa immersa nel verde ed isolata dal circostante in modo da garantire un'assoluta privacy alla propria famiglia. L'idea proposta dal progettista, ovvero quella di un edificio su un unico piano articolato secondo un asse longitudinale e caratterizzato da differenziati affacci sul paesaggio, piacque molto a Taddei che sottoscrisse tutte le scelte operate dall'architetto in fase di studio. I problemi si posero quando furono affrontate le soluzioni degli interni, che Savioli voleva assolutamente permeabili e privi di cesure, in netto contrasto con Taddei che pretese ed ottenne le porte. Tra le soluzioni previste in progetto e non realizzate, non sappiamo se per scelta del committente o del progettista, si segnala la plastica canna fumaria, quasi tema scultoreo, sostituita con un semplice camino.
I lavori di costruzione ebbero inizio nel 1964; la famiglia Taddei vi si trasferì nel 1966, benché le opere interne non fossero ancora concluse.
L'edificio presenta fenomeni di degrado dovuti alla scarsa manutenzione. Il limite maggiore della struttura si è rivelato quello stesso motivo, il cemento a faccia vista non protetto da alcun rivestimento, che ne costituisce al contempo la qualità plastica e cromatica: la naturale carboidratazione del conglomerato cementizio, combinata in questo caso per gli interni a fenomeni di condensa dovuti ad un'insufficiente aerazione degli ambienti, ha fatto sì che il degrado del cemento sia avanzato, anche se ancora perfettamente recuperabile.
La villa mantiene comunque ancora intatto il carattere originario, negli esterni come negli interni, non essendo intervenuta nei 30 anni di vita dell'edificio alcuna trasformazione e nessun passaggio di proprietà: si auspica pertanto che un'eventuale vendita non vada a snaturarne il delicato equilibrio tra costruito ed arredi.

## Contesto urbanistico
La villa è situata all'estremità settentrionale di un lotto, dell'estensione di circa 3000 m2, tangente via delle Fontanelle. La scelta operata dal progettista è quella di collocare la villa nel punto più alto, e quindi più panoramico, del terreno in modo da far sì che l'accidentata orografia del sito determini la forma dell'oggetto architettonico e la distribuzione degli ambienti. L'edificio si dispone secondo un asse longitudinale, parallelo a via delle Fontanelle, e sottolinea il dislivello con l'alternanza del vuoto, il corpo su piloti, al pieno, il terrapieno terrazzato su cui insiste la porzione est. Gli ambienti interni sono inoltre distribuiti privilegiando l'affaccio sul fronte sud, dal quale si gode una panoramica veduta della valle.
La villa è immersa in un giardino ad ulivi di cui Savioli ha volutamente mantenuto il carattere di paesaggio rurale, inserendovi alcuni elementi - il curvilineo percorso pedonale, la rampa per l'accesso meccanizzato ed il garage, il circolare deposito per l'acqua, il forno dalla forma ad uovo nonché ovviamente il saliente episodio plastico della villa - da interpretarsi come tracce contemporanee, segni il cui valore consiste in un'ambientazione di puro valore plastico.

## Descrizione

### L'esterno
La casa presenta una pianta articolata organizzata secondo un asse longitudinale e si sviluppa su un piano fuori terra - su due piloti e con tetto praticabile per il corpo a valle, direttamente impostato sul terreno per quello a monte - più uno seminterrato, nel quale è inserito un appartamento a quattro vani dalla distribuzione tradizionale.
Il naturale dislivello del terreno terrazzato ha suggerito al progettista l'articolazione dei volumi in due distinte matrici, in cui sono rispettivamente distribuite la zona giorno e la zona notte, divise e collegate al contempo da una sorta di "strozzatura" della muratura segnata da due finestre feritoie a sviluppo verticale.
La composizione dei fronti, a prevalente sviluppo orizzontale, è scandita da contrappunti formali di notevole efficacia ritmica; le tracce verticali dei due pilastri - con all'interno uno spazio di rimessa a formare un unicum plastico - il volume cilindrico del corpo scala, che si sviluppa su tre livelli concludendosi sul tetto terrazzo con il corpo dello studiolo, il dinamismo plastico dei gocciolatoi, fortemente aggettanti rispetto alla cortina muraria, ed infine la scansione modulare dei corpi delle camere, esplicita rivisitazione del tema della cella monastica, ciascuno concluso da una propria copertura a cupola.

### Gli interni
L'articolazione degli spazi interni è leggibile in facciata grazie all'autonomia di trattamento dei volumi - risolti come temi plastici contribuenti, nella loro diversità, a suggerire l'organicità del percorso creativo, dominato da una spazialità resa dinamica dall'alternarsi di superfici rettilinee e curvilinee - ed alla varietà di soluzioni per le aperture. Gli ambienti interni del primo livello sono organizzati secondo due assi longitudinali, di distribuzione e di collegamento visivo; quello a nord è costituito dal corridoio che collega tutte le stanze ed è concluso all'esterno dalla scala di accesso rettilinea e dall'ampia finestra del soggiorno; quello a sud, anch'esso concluso da una scala di accesso rettilinea, traguarda sul fronte opposto un muro dall'andamento curvilineo e si conclude sul fronte est con il volume aggettante della nicchia dello scrittoio. Normalmente ad essi si inseriscono, sul fronte nord, l'asse della scala di servizio, lievemente sfalsata rispetto al camminamento pedonale d'accesso alla villa, ed il corpo dei servizi, mentre su quello opposto emergono i due volumi delle camere con alcova.
I collegamenti verticali tra i tre livelli sono garantiti dalla scala a chiocciola in cemento che costituisce, insieme al camino centrale del soggiorno, il cuore della casa nonché l'elemento plastico di maggior rilievo.
Tutte le murature interne sono realizzate in cemento a faccia vista, arricchito da intonaci a stucco nelle imbotti delle volte, nelle nicchie, nelle pareti dei bagni, nelle alcove delle due camerette e nella parete ovest della camera matrimoniale: nel caso delle camere le tre pareti a stucco presentano un alloggiamento, lasciato in cemento a faccia vista, per la collocazione di un quadro.

## Fortuna critica
L'edificio è considerato dalla critica architettonica come uno degli esempi più interessanti del linguaggio di Savioli, sia per l'esplicitarsi di una poetica libera e contemporaneamente ricca di riferimenti alle esperienze precedenti sia per il rapporto con il circostante, caratterizzato dal perfetto inserirsi nel paesaggio della collina fiesolana di un'architettura affatto "ambientata".
Tra i modelli architettonici di quest'opera, vengono proposte l'espressione plastica e concitata delle ultime opere di Le Corbusier (Fanelli e Brunetti, 1966, 1982) e la libertà compositiva di matrice costruttivista, individuabile nel particolare trattamento dei volumi quasi fossero pezzi scultorei, frantumandoli e liberandoli pur mantenendo a ciascuno una sua significazione (Koenig, 1968).